# とみけん
現在 きんぐTとして活動している声優　俳優　YouTuber

## 人物
元々は声優を夢見ていたが、『戦国自衛隊』『里見八犬伝』『チャイニーズ・ゴースト・ストーリー』『ぼくらの勇気 未満都市』を観て実写映像世界の凄さに感銘し、映像俳優を目指し始める。裏表がなく明るく諦めない真っ直ぐで、これと決めたら、その道へと果てなき信念と闘争心で目標へと進んでいくという性格。それが演技面でもでており、荒削りながら、見る人の心の記憶に残る演技する。「主役の演技や容姿ではないので見る人に印象に残る演技をしたい」と語っている。初めてライブ行った仙台をリスペクトしており 第二の故郷と呼ぶほど気に入っている。サッカーとフットサルが趣味で、見るより実際にやるほうを好む。

## ユニット結成とその後
役者とアーティストを融合させ、舞台上で曲に合わせて演技をするというユニットを結成、脚本・構成・演出・演技担当をKTが行うという新たなジャンルを開拓した。今は、ソロ活動でKT自身は一人劇とパントマイムでのライブ活動を精力的に行っている。

## エピソード
故郷から上京する際、旅費の持ち合わせがほとんど0だった。ヒッチハイクを行い、手持ちの資金で交通費を賄える場所まで行き上京してくるという、まさに「片道切符」での上京だった。
台湾の映画で演じてみたかった道士役を演じたので、今度は特撮などで叫んで死ぬ役を演じたいと言っている。

## 趣味
サッカー好きで、特にFCバルセロナが大好き。ゲーマーで『天外魔境』、『英雄伝説シリーズ』、『イースシリーズ』、『メタルマックスシリーズ』など正統派のRPGや、『車輪の国、向日葵の少女』、Keyの泣きゲーなどを特に好んでプレイし、アニメなどもチェックしている。
大の動物好きである。

## 好きな作品（作品中好きな人物）
アニメや実写問わず、気に入れば観る。年に何度も観るという。「好きな作品」（キャラ）は、『僕らの勇気未満都市』（柴崎）、『難波金融伝・ミナミの帝王』（沢木英雄・広瀬昇一）、『アルマゲドン』（チャールズ・"チック"・チャップル）　、『チャイニーズ・ゴーストストーリー』（イン・チェッハー）、『幽幻道士』（金爺さん・デブ隊長）、『けいおん!』（さわちゃん）、『ひぐらしのなく頃に』（赤坂刑事・大石刑事）、『CLANNAD』（春原陽平・古河秋生）、『あの日見た花の名前はまだ知らない』（宿海篤）、『千と千尋の神隠し』（湯婆婆・釜爺）、『機動警察パトレイバー』（太田巡査・シゲさん）、『車輪の国、向日葵の少女』（法月将臣）、『天外魔境』（マントー）と、どの作品も主人公の周りを固める個性的な役を気に入っている。

## 出演
映像作品を中心に、声優活動やライブ出演などの活動も行っている。

### 映画
- 不祥的诅咒 - 鸣泽辉
- 不祥的诅咒2- 鸣泽辉
- 不祥的诅咒3 鸣泽辉
- 都市伝説の真相 - 柳川 淳
- 特撮の夢 - 神美 勇気
- ようこそ美の教室へ

### テレビドラマ
- 蒼い瞳とニュアージュ - 警察官 役 記者役
- 栞と紙魚子 - カップル役（1話・最終話）トラックの運転手 役（7話）
- 未来講師めぐる

## 再現VTR
- 女神のアンテナ - Aボーイ役・葬式参列者役

## ケーブルテレビ
- 旅チャンネル 西村京太郎の鉄道ミステリー アキバ戦争 島本 役

### ラジオドラマ
- 南の星のアンドローグ
- 大正幕末奇譚サムライウォーズ
  - アフロディロン「3話」 - ケンゾー・タテワキ役
  - 廃虚貸します! 黒猫不動産- 鼬役
  - 下町探偵局海老沢役
  - 未来への一手は僕らの中勇者(1話)・久保先生役(2話)
  - 下町探偵局シーズン2 - 海老沢役

### ゲーム
- PCゲーム
  - ホントにあった都死伝説 - 南昴
  - 勇者の役目 - 剣聖 ダイアーニック

### 舞台
- - 夢魔　〜心の闇に巣食う者 - 蒲田役
  - 朗読劇 地獄列車 - 第一朗読者

### CM
- グリコ

### インターネット番組
- 異界夜話DREAMNIGHTDr役（レギュラー）・夜話出演（レギュラー）

## YouTube
２０２４年９月より　YouTubeのチャンネルを開設
きんぐTのまったりchannel 